# Edmundo Conde
Edmundo Gerardo Conde Cela (* 20. Jahrhundert) ist ein uruguayischer Kanute.
Edmundo Conde nahm mit der uruguayischen Mannschaft an den Südamerikaspielen 1994 in Valencia teil. Dort gewann er im K4 über die 200-Meter-, die 500-Meter- und die 1000-Meter-Strecke jeweils die Bronzemedaille an der Seite von Claudio Pimienta, Wilser Araújo und José Luis Umpiérrez. Im selben Jahr startete er im April bei den XI. Südamerikanischen Kanumeisterschaften 1994 in São Paulo. Dort belegte er unter anderem im K4 über 500 Meter und über 1000 Meter gemeinsam mit Araújo, Pimienta und Umpiérrez jeweils den 2. Platz. Auch bei den Panamerikanischen Spielen 1995 in Mar del Plata gehörte er dem uruguayischen Aufgebot an. Er startete bei den XV. Südamerikanischen Kanumeisterschaften 1997 im K2 über 200 Meter an der Seite von Pimienta, über 500 Meter neben Umpiérrez und auf der 1000-Meter-Distanz im Boot mit Sebastian Gomez. Über 200 Meter verbuchte er sein bestes Ergebnis und belegte er den 2. Platz. Ebenfalls ging er im K4 über 200 Meter, 500 Meter und 1000 Meter an der Seite von Pimienta, Gomez und Umpiérrez an den Start. Bei den Südamerikaspielen 1998 in Cuenca holte er im K2 über 200 Meter sowie im K4 über 200 Meter und 500 Meter erneut dreimal eine Bronzemedaille.